# 悟空の大冒険
『悟空の大冒険』（ごくうのだいぼうけん）は、1967年1月7日から9月30日までフジテレビ系列で放送されていた日本のテレビアニメ。カラー作品。

## 概要
手塚治虫が『西遊記』を元に描いた漫画作品『ぼくのそんごくう』を原作に、虫プロダクションがスラップスティックなギャグアニメとして作り上げたのが本作である。4シリーズ続いた『鉄腕アトム』（アニメ第1作）の後番組となり、引き続き明治製菓（現・明治）の一社提供で放送された。
キャラクターやストーリーは現代風にアレンジされ、三蔵法師が天竺まで経典を取りに行くという基本設定を除きほぼ作り替えている。登場人物も、竜子（たつこ）という女性キャラが追加された。
当初は高い視聴率を記録し、最高視聴率は1967年2月18日（土）の31.7%。しかし同年4月、裏番組として日本テレビ系列にて『黄金バット』（読売テレビ製作）がスタートすると、視聴率低下に苦しんだ。そのため「妖怪連合シリーズ」などの路線変更を行うが、後半の視聴率改善には至らず、3クール9か月（全39話分）で放映を終了した。
本放送当時、内容の過激さゆえにお蔵入りとなったエピソードが1つ存在する。これは本作のDVD-BOXに収録された。
本放送時およびそれから程なくして始まったころの再放送時にはエンディング前に次週の予告クリップが存在したが、のちに使われなくなり様々な事情で紛失してしまったという。いくつか現存する音声の一部のみDVD-BOXに収録された。
1990年、本作のキャラクターが著作権法を解説した22分のアニメ『悟空の著作権入門』が制作された。八戒役の滝口を除きキャストは一新されている。

### パイロットフィルム
本放送版とは大幅に内容が異なるパイロット版『孫悟空が始まるよー 黄風大王の巻』が存在する（脚本は児童文学者の佐野美津男）。例として、パイロット版における悟空は三蔵法師を「おっしょうさま」と呼ぶが（『ぼくのそんごくう』も同様）、本放送では「坊さん」に変更となった。またキャラクターデザインに差異がみられる。八戒はほぼそのままだが、孫悟空と竜子の身長がやや高い、三蔵法師は『アトム』の田鷲警部に近く、沙悟浄は全く異なるデザインだった。担当声優は本放送に伴い悟空・三蔵法師・猪八戒が変更された。そのほか音楽担当が異なっている。
内容変更の経緯として、総監督の杉井ギサブローは完成したパイロット版に対し「自分の作りたかった物はこれじゃない」と手塚治虫に直訴、手塚から「なら好きなように作って良いから」と了解を得たためとのちに発言している。一方、ターゲットである子どもたちの評価は「悟空が優等生過ぎる」として芳しくなかったという。

## キャスト
- 悟空 - 右手和子 / 高橋和枝（パイロット版） / 天地総子（第1話NG）[注釈 4] / 松岡洋子（著作権入門）
- 竜子 - 増山江威子 / かないみか（著作権入門）
- 三蔵法師 - 野沢那智 / 早野寿郎（パイロット版） / 堀内賢雄（著作権入門）
- 八戒 - 滝口順平 / 里井茂（パイロット版）
- 沙悟浄 - 愛川欽也 / 龍田直樹（著作権入門）
- ナレーター、ドッカンコ博士、プランクトン一味の首領 ほか - 近石真介
- 竜海仙人 - 永井一郎
- 老人 - 八奈見乗児
- 金角 - 大塚周夫
- ベロリベロベロ - 和久井節緒
- ムシャムシャ女王 - 向井真理子
- ハンター、一ツ目 ほか - 増岡弘
- つらら大王、ガツガツ大王、銀角 ほか - 雨森雅司
- 釈迦、オールド・グット、ガローマ、化物王 ほか - 大宮悌二
- 銀糸仙人、ニュー・ナイス ほか - 熊倉一雄
- 悟空の手下 ほか - 愛川欽也
- 傲来国の王 ほか - 滝口順平
- 上記以外のキャスト - 小原乃梨子、三輪勝恵、大竹宏、小林清志、田の中勇、小宮山清、塩見竜介、内海賢二、神山卓三
- 『著作権入門』ナレーター - 篠原大作

## スタッフ
- 総監督 - 杉井ギサブロー[4]
- プロデューサー - 川畑栄一[4]
- 作画監督 - 山本繁[4]
- 美術監督 - 藤本四郎
- 音響監督 - 鈴木芳男
- 技術監督 - 土屋旭
- 制作担当 - 富岡厚司
- 資料 - 三上康雄
- 編集 - 松浦典良
- 文芸 - 鈴木良武
- 音楽 - 宇野誠一郎[4]
- 録音・効果 - アオイスタジオ
- 現像 - 東洋現像所
- 制作協力 - フジテレビ[4]、アートフレッシュ[4]
- 制作 - 虫プロダクション[4]

## 音楽
初期の『世界名作劇場』（当時は『カルピスまんが劇場』）にて『ムーミン』、『アンデルセン物語』、『山ねずみロッキーチャック』の音楽を担当した宇野誠一郎がBGMを作・編曲し、ほとんどの主題歌・挿入歌の作・編曲も担ったうえ、歌詞を手掛けた楽曲もある。
主な歌手は、いくつかの宇野作品で歌唱を担当したヤング・フレッシュ。そのほか『ひょっこりひょうたん島』からは前川陽子や中山千夏、『アンデルセン物語』や『さるとびエッちゃん』でも宇野と組むことになる増山江威子が参加した。

### 主題歌
オープニングテーマ
「悟空の大冒険マーチ」（第1話 - 第39話）
作詞 - 吉岡治 / 作曲・編曲 - 宇野誠一郎 / 歌 - ヤング・フレッシュ
正規版（モノラル録音）はテイチクと朝日ソノラマから発売。日本コロムビア音源（ステレオ録音）はセルフカバー版（歌 - ヤング・フレッシュ）で、歌い方が微妙に異なる。
この曲を使用したオープニング映像には、ラストで転倒する悟空に付いていたマント状の物体にタイトルロゴが表示されていたが、本放送時には当該部分に「提供（社紋）明治製菓」という提供クレジットに変更された。提供クレジット付きはDVDにて初収録されている。
エンディングテーマ
「悟空が好き好き」（第1話 - 第25話）
作詞 - 吉岡治、宇野誠一郎 / 作曲・編曲 - 宇野誠一郎 / 歌 - ヤング・フレッシュ
正規版（モノラル録音）はテイチクと朝日ソノラマから発売。日本コロムビア音源（ステレオ録音）はセルフカバー版（歌 - ヤング・フレッシュ、アンサンブル・ファンタジア）で、歌い方や「かもね」というセリフの言い回しが微妙に異なる。
「悟空音頭」（第26話 - 第39話）
作詞 - 井上ひさし / 作曲・編曲 - 宇野誠一郎 / 歌 - 中山千夏、ヤング・フレッシュ
再放送におけるエンディング映像は「悟空が好き好き」バージョンに統一されていたが、DVDで「悟空音頭」バージョンが復活した。なお、カートゥーン ネットワークでの再放送時には双方が使用されている。
2000年代に入り「悟空が好き好き」が『牛乳が好きな人のメグミルク』のCMに流用された。「牛乳が好き好き・・・好き」といわゆる替え歌になっている。歌唱担当は井上鉄平（BAZRA）。

### 挿入歌
「悟空がやってくる」
作詞 - 吉岡治 / 作曲 - 山崎唯 / 編曲 - 中村五郎 / 歌 - 山崎唯
「竜子のうた」
作詞・作曲・編曲 - 宇野誠一郎 / 歌 - 増山江威子

### イメージソング
「レッツゴーボンダンス」
作詞・作曲・編曲 - 宇野誠一郎 / 歌 - 中山千夏、ヤング・フレッシュ
「レッツ！悟空ダンス」
作詞・作曲・編曲 - 宇野誠一郎 / 歌 - 前川陽子、ヤング・フレッシュ

## 各話リスト
- サブタイトル読み上げは原則として近石真介によるものだが、別の声優が担当することもある[注釈 6]。

| 話数     | 放送日        | サブタイトル                              | 脚本                | 演出       | 登場妖怪                                            |
| -------- | ------------- | ----------------------------------------- | ------------------- | ---------- | --------------------------------------------------- |
| 1        | 1967年 1月7日 | 悟空誕生                                  | 鈴木良武            | 出﨑統     | 傲来国の王、箱天童子                                |
| 2        | 1月14日       | キント雲はいただき                        | 鈴木良武            | 西牧秀雄   |                                                     |
| 3        | 1月21日       | 坊さんナンバーワン                        | 鈴木良武            | 波多正美   | 混世魔王                                            |
| 4        | 1月28日       | 宝の地図はペケペケ                        |                     | 出﨑統     | 盗賊団                                              |
| 5        | 2月4日        | 雨に唄えば                                |                     | 西牧秀雄   | カンカラ大臣 カミナリ大臣                           |
| 6        | 2月11日       | 銀糸仙人                                  |                     | 出﨑統     | 銀糸仙人                                            |
| 7        | 2月18日       | ゴミまで愛して                            |                     | 波多正美   | サンショウウオの化け物                              |
| 8        | 2月25日       | 博士は何にしびれたか                      | 山中恒              | 西牧秀雄   | ドッカンコ博士                                      |
| 9        | 3月4日        | おかしな？おかしな？                      |                     | 波多正美   | ギルド                                              |
| 10       | 3月11日       | ハートでいただき                          | 佐野美津男          | 波多正美   | ミクロン                                            |
| 11       | 3月18日       | どっちもどっち！                          | 菅野昭彦            | 西牧秀雄   | 原始村の長オールド・グッド 現代町の長ニュー・ナイス |
| 12       | 3月25日       | ぼくはコブコブよ！                        | 佐野美津男          | 出﨑統     | コブコブ大王                                        |
| 13       | 4月1日        | 王様はユウレイ                            | 山元護久            | 波多正美   | 狼男                                                |
| 14       | 4月8日        | カジババと40にんの盗賊                    | 佐野美津男          | 出崎統     | カジババと盗賊団                                    |
| 15       | 4月15日       | あけてビックリ                            | 柳沢類寿 伊地知道明 | 北野英明   | 美人国                                              |
| 16       | 4月22日       | 5.9（ゴクウ）作戦                         | 山中恒              | 高橋良輔   | プランクトンの怪物                                  |
| 17       | 4月29日       | 奥様は妖怪                                | 佐野美津男          | 西牧秀雄   | おもちゃ妖怪                                        |
| 18       | 5月6日        | ベロりベロベロ                            | 佐野美津男          | 彦根範夫   | ベロリベロベロ                                      |
| 19       | 5月13日       | われらガードマン                          | 菅野昭彦            | 北野英明   | モグラの親分                                        |
| 20       | 5月20日       | 荒野の妖怪                                |                     | 出﨑統     | マカロニィ ガマーロ コロンコ                        |
| 21       | 5月27日       | プイプイ教の大魔神                        | 山元護久            | 月岡貞夫   | プイプイ教 大魔神                                   |
| 22       | 6月3日        | 妖怪連合シリーズ第1弾！ドラゴンの牙       |                     | 波多正美   | 大王 ドラゴンの牙 大王のしもべ                      |
| 23       | 6月10日       | 妖怪連合シリーズ第2弾！バラモンの足       | 北野英明            | 北野英明   | バラモンの足                                        |
| 24       | 6月17日       | 妖怪連合シリーズ第3弾！ヘラクレスの手     | 勝井千賀雄          | 勝井千賀雄 | ヘラクレスの手                                      |
| 25       | 6月24日       | 妖怪連合シリーズ第4弾！ハネ一族の巻       |                     | 高橋良輔   | ハネ一族のオババ ハネ一族の守護神                   |
| 26       | 7月1日        | 妖怪連合シリーズ第5弾！メデュウスの髪の毛 |                     | 片岡忠三   | メデュウスの髪の毛                                  |
| 27       | 7月8日        | 妖怪連合シリーズ 第6の妖怪ハリケーン      | 平田敏夫            | 平田敏夫   | ハリケーン                                          |
| 28       | 7月15日       | 妖怪連合シリーズ第7弾！妖怪連合のさいご   | 西牧秀雄            | 西牧秀雄   | 大王 合体妖怪                                       |
| 29       | 7月22日       | つらら大王の巻                            |                     | 出﨑統     | つらら大王 のっぺらぼう                             |
| 30       | 7月29日       | ガツガツムシャムシャの巻                  | 菅野昭彦            | 平田敏夫   | カツカツ大王 ムシャムシャ女王                       |
| 31       | 8月5日        | かげろうの谷                              |                     | 北野英明   | 怪物                                                |
| 32       | 8月12日       | 火輪童子の巻                              |                     | 西牧秀雄   | 火輪童子                                            |
| 33       | 8月12日       | おいらゴウケツだい                        | 平田敏夫            | 波多正美   | ギダーラ大臣                                        |
| 34       | 8月26日       | 人喰いジャングル                          |                     | 波多正美   | 青獅子 白象 ワシ                                    |
| 35       | 9月2日        | 霊感大王                                  |                     | 出﨑統     | 霊感大王                                            |
| 36       | 9月9日        | おナカの中の中                            |                     | 彦根範夫   | 南京虫の化物                                        |
| 37       | 9月16日       | かぼちゃの化物                            |                     | 高橋良輔   | かぼちゃの化物                                      |
| 37       | 9月16日       | のろわれた王様                            |                     | 波多正美   | 化猫                                                |
| 38       | 9月23日       | 金角銀角の巻                              |                     | 片岡忠三   | 金角 銀角                                           |
| 39       | 9月30日       | あれが天竺の灯だ                          |                     | 平田敏夫   |                                                     |
| 映像特典 | 未放送        | ニセ札で世界はまわる                      |                     | 出崎統     |                                                     |

## 放送局
- フジテレビ（制作局）：土曜 19:00 - 19:30
- 札幌テレビ：日曜 9:00 - 9:30[7]
- 青森放送：火曜 18:00 - 18:30[8]
- 岩手放送：日曜 10:30 - 11:00[9]
- 秋田放送：火曜 18:00 - 18:30[8]
- 山形放送：火曜 18:15 - 18:45（1967年1月10日から同年7月11日まで）[10]
- 仙台放送：土曜 19:00 - 19:30（1967年1月7日から同年9月30日まで）[11]
- 福島テレビ：火曜 18:15 - 18:45（1967年1月10日から同年7月25日まで）[12]
- 新潟放送：土曜 19:00 - 19:30（1967年1月7日から同年7月8日まで）[13]
- 北日本放送：火曜 18:15 - 18:45（1967年1月10日から同年10月10日まで、第37話で打ち切り〔終マークは無し〕）[14]
- 北陸放送：月曜 19:00 - 19:30（1967年1月9日から同年7月31日まで、第30話で打ち切り）[15]
- 福井放送：土曜 19:00 - 19:30（1967年1月7日から同年7月8日まで）[16]
- 信越放送：土曜 19:00 - 19:30[17]
- 静岡放送：火曜 18:00 - 18:30[18]
- 東海テレビ：土曜 19:00 - 19:30（1967年1月7日から9月30日まで）[19]
- 関西テレビ：土曜 19:00 - 19:30[20]
- 日本海テレビ：火曜 18:15 - 18:45[21]
- 山陽放送：土曜 19:00 - 19:30[22]
- 広島テレビ：火曜 18:15 - 18:45[22]
- 山口放送：火曜 18:00 - 18:30[22]
- 四国放送：火曜 18:00 - 18:30[20]
- 南海放送：火曜 18:00 - 18:30[22]
- 高知放送：火曜 18:15 - 18:45[22]
- テレビ西日本：土曜 19:00 - 19:30[23]
- 熊本放送：土曜 19:00 - 19:30[24]
- 大分放送：土曜 19:00 - 19:30[22]
- 宮崎放送：土曜 19:00 - 19:30[25]
- 南日本放送：土曜 19:00 - 19:30[25]
- 沖縄テレビ：土曜 19:30 - 20:00[26]

## ネット配信
2013年12月19日からYouTubeの「手塚プロダクション公式チャンネル」にて、本作オープニングと第1話冒頭数分の無料配信を開始。同チャンネルにて2019年12月26日より第1話全編が無料配信されている。いずれのOP映像も、ラストの提供クレジット箇所が番組タイトルとなっており、サブタイトル表示部は黒背景に話数とサブタイトルを表示するバージョンに差し替えられた。また第1話全話配信版の次回予告は、映像素材が現存せず、新規発掘された音声のみ配信している。
2022年5月17日から7月19日まで、同チャンネルにて全39話が期間限定無料配信された（第1話も先述配信分と共に並行配信）。上述の第1話配信分同様、OPラストの提供クレジット箇所は番組タイトルとなった。次回予告は映像が現存する回（第10回・第12回ほか）はそのまま配信、それ以外は回は音声のみ。サブタイトル表示は第6話まで黒背景、第7話より通常バージョン。
その後、2023年4月14日から6月5日および、2024年9月4日から11月15日まで、同チャンネルにて全話が無料配信された。また2024年10月26日から11月15日まで初となる全39話一挙無料配信が行われた（配信形態は前回と同じ）。2025年7月29日からは同年9月26日までの予定で、同チャンネルにて全話が無料配信される。
2025年2月27日より同チャンネルにてOP映像を無料配信（提供クレジット箇所を番組タイトルに差し替えたバージョン）。また同年3月1日から3月8日まで、第18話「ベロリベロベロ」が無料配信された。
そのほか同チャンネルにて、2013年12月19日より『孫悟空がはじまるよー』、2017年12月25日より『悟空の著作権入門』が無料配信されている。